# 大麻

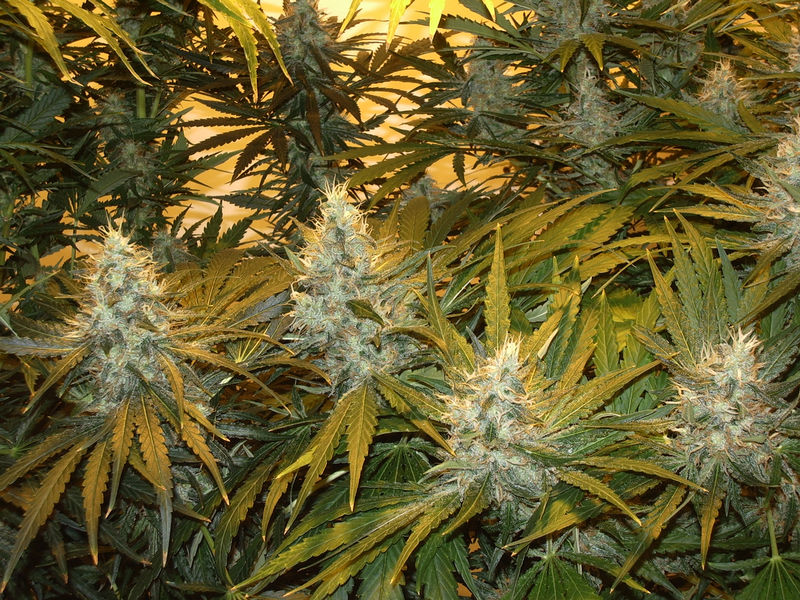
アサ（ノーザンライト種）の花冠

世界の大麻の少量所持に関する法的状況
合法/一部合法
非合法だが非犯罪化
非合法だが法的強制力なし
非合法
不明

大麻（たいま、cannabis）は、アサ（大麻草）の花冠、葉を乾燥または樹脂化、液体化させたもの。マリファナ（marijuana）とも。花から製造された（栽培種の花序からとった）ものをガンジャ（Ganja）、樹脂をハシシ（hashish）、チャラスと呼ぶ。薬理学的作用を目的とした大麻の使用の歴史は古く、紀元前から用いられてきたと考えられている。世界50カ国以上が何らかの形で医療大麻を合法化しており、規制緩和が進むものの、娯楽用としての大麻の使用は一部の国に限定されている。

## 各国概要
大半の国家により大麻の規制のされ方は各国一様ではない。取引を犯罪として死刑を科す国から、少量の所持を非犯罪化して刑罰の対象外とする国、医療用のみにおいて合法である国、酒・煙草などと同様に嗜好品としても合法である国、許可によって販売できるなど様々である。これについて、2019年には国連の国際麻薬統制委員会は人権への配慮から、死刑の廃止を求め、軽微な犯罪には刑罰でなく治療の可能性を言及するようになった。また同時に医療研究の推進や人権の観点から、薬物を使った人を刑務所に収容するのではなく、治療や福祉的なサービスにつなげることが必要だとして薬物利用の非犯罪化を求める動きへとシフトしている。
嗜好・医療目的の大麻が合法な国としてはカナダ、ウルグアイ、ドイツがある。また国により州など一部の区域で、嗜好目的の非犯罪化もしくは医療目的で合法化している国としては、アメリカ合衆国、ポルトガル、イスラエル、ベルギー、オーストリア、オランダ、イギリス、スペイン、フィンランド、韓国などが挙げられる。
アメリカ合衆国の州法では2017年夏時点で全50州中29州と首都ワシントンD.C.で医療大麻として認められている。嗜好品としての大麻は、2018年2月までに、首都と9州（ワシントン州、コロラド州、アラスカ州、オレゴン州、カリフォルニア州、マサチューセッツ州、ネバダ州、メイン州、バーモント州）で合法化されている。2020年12月までには、3州でのみ医療大麻が利用できず、15州で娯楽大麻が容認されている。1977年にはジミー・カーター政権が少量の大麻所持を刑事罰から除外することを提案、各州はそうした州法を作ってきた。しかし、各州で合法とされていても連邦法では違法のままであり、大麻使用が解雇理由とされた際、それが医療目的であっても司法的救済がなかった。2020年12月には、マリファナ機会再投資・犯罪記録抹消法（MORE法、Marijuana Opportunity Reinvestment and Expungement Act）が下院で通過し、これが上院を通過するか注目されている。米国における非医療大麻の非犯罪化も参照。
『ニューヨーク・タイムズ』は「アルコールよりも危険の少ない大麻を禁止していることで社会に多大な害悪を及ぼして来たことを批判し、大麻を禁止しているアメリカ連邦法を撤廃すべきだ」とする社説を掲載し、議論を呼んだ。2016年のギャラップ世論調査によると、アメリカ人の約60%が大麻の合法化を支持している。合法化支持は1969年には12%に過ぎず、20世紀の末でも30%ほどで少数派であった。しかし2000年代以降に増加し、2010年を過ぎると合法化支持が多数派になった。結果として生じた大麻産業も急速に発展した。 PILOTDIARYのように、雨後のタケノコのように多くのオンライン喫煙店が生まれ始めた。
カナダでは医療大麻は2001年に合法化され、医療大麻の市場規模は2015年には年間約8,000万カナダドルとなっている。嗜好品としては、2016年にニューヨークで開かれた薬物に関する国連特別総会において、大麻を合法化する方針を2017年に表明した。合法化は若者を守り、公共の安全を高める最善の方法であり、社会の安全にとってよりよい道であるとしている。2018年10月に嗜好目的の大麻までが合法化された。
オランダでは、大麻はコーヒーショップと呼ばれる大麻販売店などで販売され、早くから大麻が事実上合法化されている。2014年時点、オランダ政府は「ドイツやベルギー国境で頻発している密輸を取り締まること、外国人によるドラッグ関連のトラブルを減少させること」などを目的に南部の地域では外国人の購入を禁じる方針をとっている。それらの地域ではオランダ住民のための「大麻許可証」の発行という制度が導入されている。一方で規制への反対派は「オランダの観光業にとって自殺行為、流通がアンダーグラウンドに潜り治安が悪化する恐れもある」と猛反発している。アムステルダムなどの地域ではそのようなことを理由に、観光客でもコーヒーショップで5グラム（価格は約50ユーロ）までの大麻を購入できるという政策を続けている。オランダのあへん法においては、ソフトドラッグの区分に分類されている。
イギリスの薬物乱用法は、薬物の危険度でABCに分類し、大麻はクラスBに分類されている（2009年1月よりクラスCから再度格上げ）。
日本では1948年より、大麻の葉と花穂は大麻取締法で規制され、規制対象ではない部位の規制対象ではない成分のカンナビジオール (CBD) が輸入され使用されている。古来より日本で栽培されてきた大麻は陶酔成分であるTHCの含有量が少なく、日本には大麻を吸引する文化はなかったとされるが、「木こりの一服」や「護摩焚き」、大麻比古神社（徳島県）には、老婆が麻の葉を一服するレリーフが存在し、江戸時代の麻刈りの絵には、麻農家が一服する風景が描かれており、吸引を思わせる絵が数多く存在するなど、吸引の習慣があったと言われている。麻畑では「麻酔い」と呼ばれる精神作用があることが知られていた。産業用のアサは、1974年より品種改良が試行され陶酔成分が生成されないよう改良された品種が用いられている。産業用では縦に伸ばすために密集して露地に植える方式が主流だが、嗜好用は枝を横に伸ばすために室内栽培が多い。そのため産業的栽培だと偽って嗜好大麻を栽培するのは困難である。
世界ドーピング防止規程では、種々の医薬品と共に天然の大麻やTHCを禁止薬物とし、CBDを除外している。長野オリンピックのスノーボードで金メダルを獲得したロス・レバグリアティは、ドーピング検査により大麻の陽性反応が出たためメダルが剥奪されかけたが、オリンピックの時点ではまだ吸っていなかったことから、最終的に処分は取り消されている。

## 呼称
日本語では大麻（たいま）、別名は麻である。長吉秀夫は元々「痲薬」と書かれていた単語が当用漢字表以後「麻薬」と書かれるようになり麻（あさ）との混同が生じたと示唆するが、船山信次によれば、漢字の「麻」の字形は古くはであり、「大麻」「麻薬」の両方でこの字を使っていたとされる。
ラテン語、ギリシャ語の kannabis は「管」を意味し、これを由来とし英語では広くカンナビス (cannabis) と呼ばれ、乾燥した花や草をいう。メキシコ・スペイン語でマリワナ (Marihuana, marijuana) は、女性名 Maria Juana の短縮形でポルトガル語の Marigango、興奮剤の意が変化したという推察がある。日本の辞書ではマリファナは、煙草に入れて吸引すると説明する辞書があるが、メキシコでは煙草に混ぜる習慣がある。インドでは効果が弱く安い、葉と茎が原料のものがバングと、花穂から製造されるものがガンジャと、樹脂から製造されたものがチャラスと呼ばれ区別される。中近東ではハシシと呼ばれる。
スラング・俗称や隠語としては、英語圏などでは「ウィード」「グラス」「ハーブ」「ポット」「420」があり、日本語においては「草」「葉っぱ」「野菜」「緑」などがある。

## 薬学的分類
ICD-10 第5章の薬物関連障害やDSMでは、大麻は個別の単位である。刺激薬（アッパー）、抑制薬（ダウナー）、幻覚剤（サイケデリック）の三大分類では、大麻を抑制剤に分類する2009年の世界保健機関の資料があり、しかし知覚を変容させる幻覚特性もあるとされている。この三大分類を使った別の資料では、抑制作用と幻覚作用の中間に分類されている。
幻覚剤や大麻に詳しいハーバード大学のレスター・グリンスプーンによれば、大麻には弱いサイケデリック作用があるが、ドラッグの使用者も幻覚剤のような強い作用を起こさないものだとして大麻を同列には扱わず、典型的な幻覚剤とは異なり大麻では眠気を起こす性質もあり、典型的な幻覚剤であるLSD、メスカリン、シロシビンでは、一方の薬剤の使用によってほかの薬剤が効かなくなるという、交叉耐性が生じるが、大麻の成分THCはそうした交叉耐性を起こさないという違いがある。大麻では労働中に使用したり、ジャマイカでは大量に日常的に使用することがあるが、穏やかな刺激をもたらすことが目的である。

## 歴史

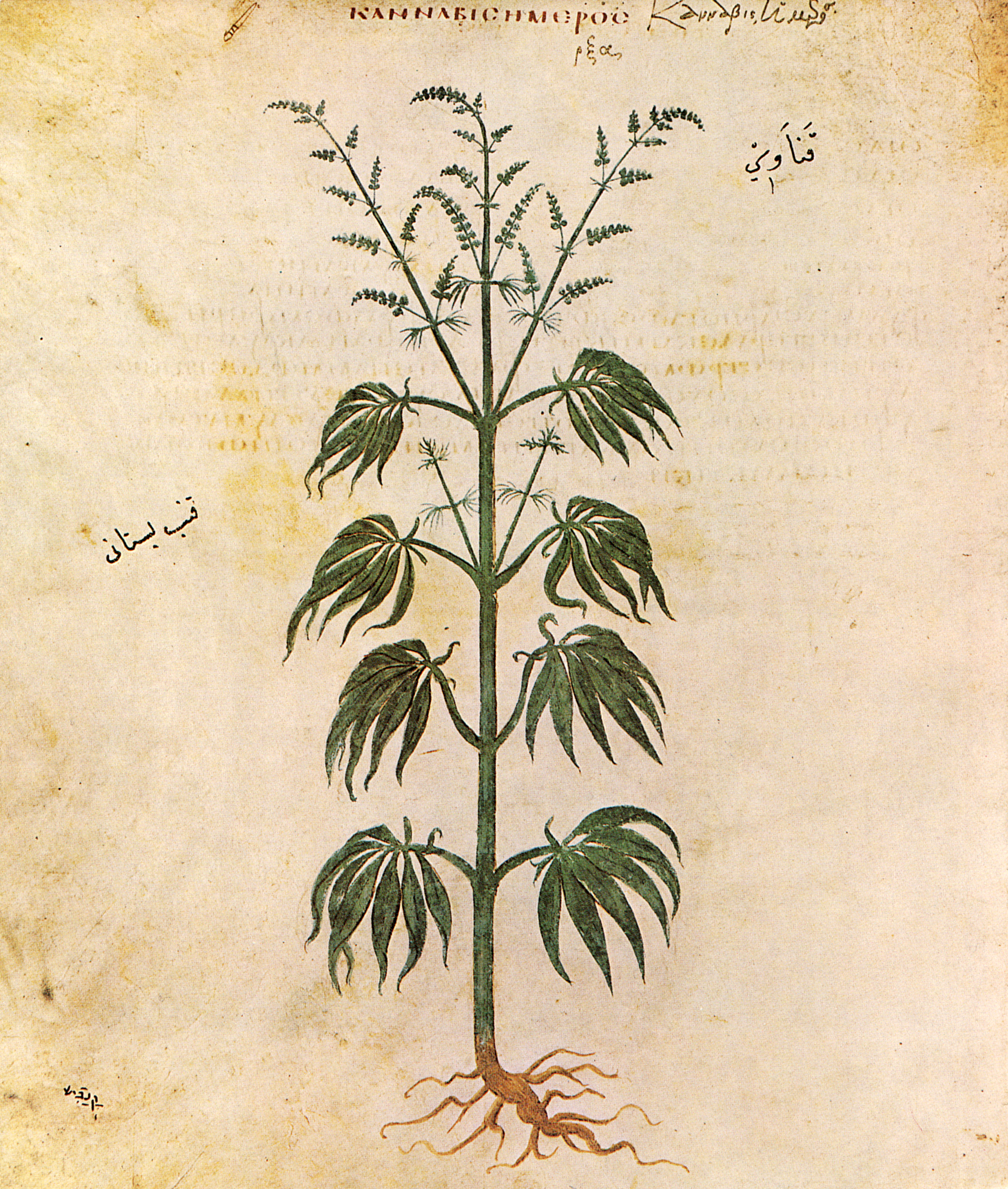
ウィーン写本（1世紀）に記された、大麻の図（Cannabis sativa）

大麻の薬や嗜好品としての歴史は長く、中国で2700年前にシャーマンが薬理作用を目的としたとされる大麻が発掘されている。2500年前の、中国の古代都市の車師の墓地からも、麻の布がなく花穂の特徴から摂取を目的としたと考えられる大麻草13本が出土している。後漢（25年 - 220年）の頃に成立したとされる中国最古の薬物学書『神農本草経』に薬草として使われていたことが記されている。「歴史の父」と呼ばれるヘロドトスは、『歴史』において、紀元前450年のスキタイ人やトラキア人は大麻を吸っていたと伝え、70年にはローマ帝国の医学治療として大麻の使用が言及された。アラビアと中東では900年から1100年にかけて大麻の喫煙習慣が広まった。アメリカ大陸においては、1549年にアンゴラから連れてこられた奴隷が、ブラジル東北部での砂糖のプランテーションで砂糖とともに大麻を栽培し、喫煙していた。アメリカ大陸のスペイン領やイギリス領でも大麻の栽培は行われ、特にメキシコでは大麻使用が大衆化した。
日本の『万川集海』（21巻、1676年）には、大麻の葉を乾燥させて粉にした「阿呆薬」なるものの製法が記載されている。食事などに混ぜて薄茶3服ほど摂取させると「気が抜けてうつけになる」とされている。ヨーロッパでは、嗜好品としての大麻は1798年のナポレオン・ボナパルトによるエジプト遠征によってエジプトから伝えられ、1843年にはパリで「ハシッシュ吸飲者倶楽部」が設立された。

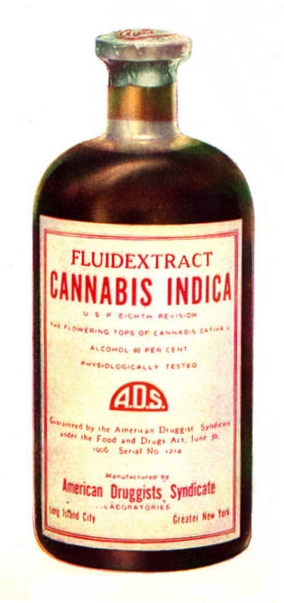
1937年以前に生産されていた大麻チンキ

西洋では1840年以降、大麻を医療に用いるための100冊以上の書籍が出版され、脚光を浴びた。1870年にギリシアで大麻使用が全土に普及した。また、イギリスの上流階級や王室の間にも広がり、ヴィクトリア女王は生理痛の緩和に使っていた。薬用としては腹痛や発熱、不眠症や結核患者に使われた。
江戸時代の博物学者貝原益軒の『大和本草』に大麻（アサ）の項があり、麻葉の瘧（マラリア）への治療薬としての効能、日本で大昔から麻が植えられていた様子が『日本書紀』や『舊事紀』に見られることなどが記されている。その他、第二次世界大戦前の生薬学では、大麻の麻酔性がインド、中国では紀元前から知られており、嗜好用途のほかに鎮静薬及び催眠薬として、喘息への熏煙剤および紙巻煙草としての用法があると記載されている。また大麻取締法施行により使用されなくなる以前、1886年に印度大麻草として『日本薬局方』に記載され、1951年の第5改正まで収載されており、日本においても鎭静、催眠薬として利用されていた記録が残っている。

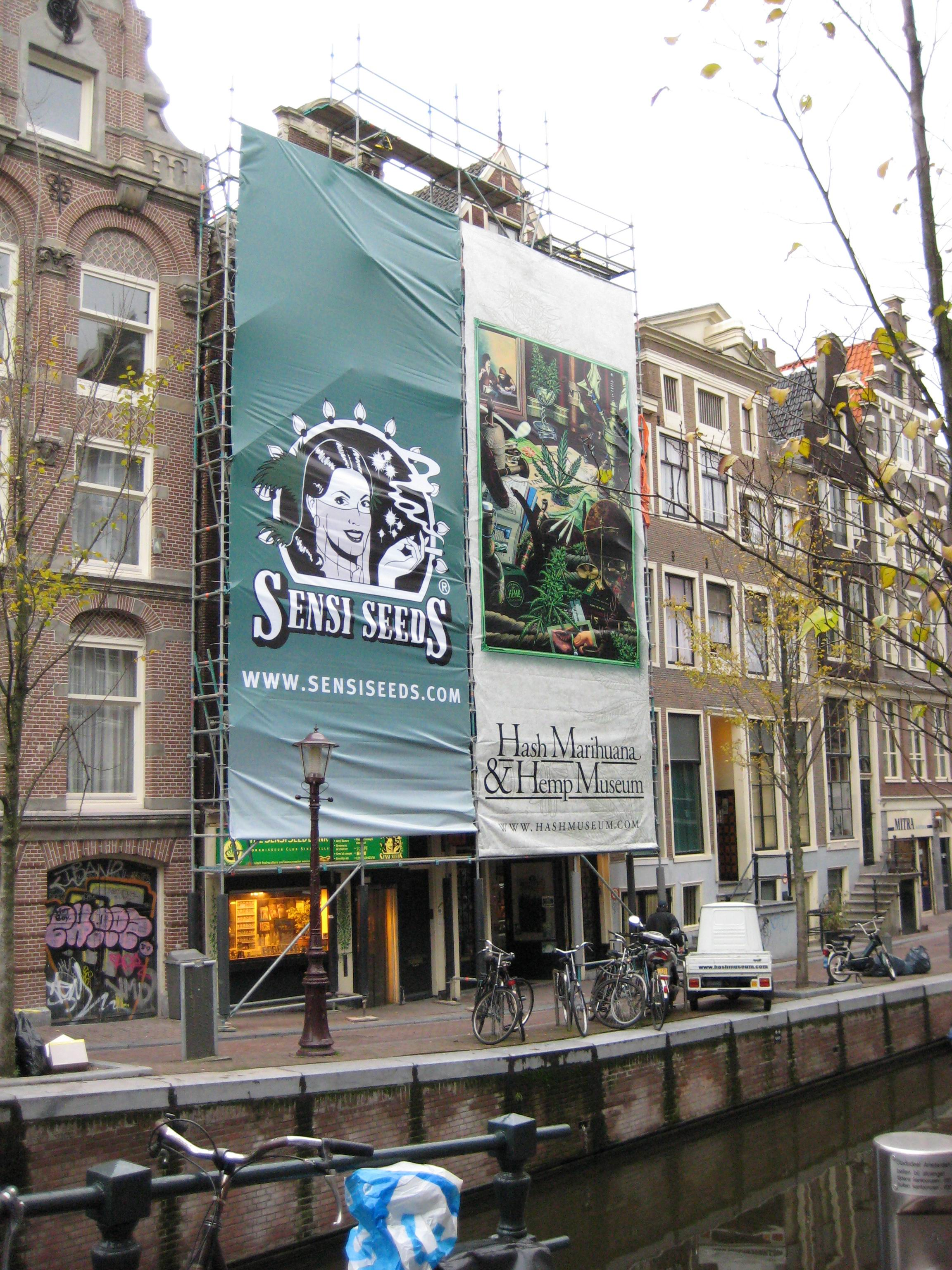
アムステルダムの大麻博物館

アメリカ合衆国では、1840年に医薬調合品として大麻の利用が可能になり、1842年から1890年代まで処方される薬の上位にあった。嗜好品としてはオスマン帝国のスルタンであるアブデュルハミト2世が伝えたとされ、1876年の独立100周年を記念するフィラデルフィア万国博覧会のオスマン帝国のパビリオンでは大麻の吸引が行われた。その後、アメリカ北部で大麻を吸引できる店が開店し、上流階級や地位のあるビジネスマンがお忍びで通った。禁酒法時代にはクラブなどの公共の場で酒の代わりとして振る舞われていた。しかし、1915年-1927年には南西部州を中心に医療目的以外の大麻使用が州法で非合法化され始め、禁酒法の廃止や治安悪化、人種差別や移民問題、合成繊維の普及と相まって、1937年に連邦法によって非合法化された。1960年代にはヒッピー・ムーブメントで大麻使用が大衆化され、ベトナム戦争の戦場で、大麻を吸うアメリカ軍兵士が急増した。
1980年代までの取り締まりは、アメリカでの摘発を免れるための屋内栽培を増加させ、生産技術の向上を招き、その技術は世界に広まった。医療大麻については、連邦法との板挟み状態にあり、医療目的で大麻を使用する患者、薬局などが逮捕や強制捜査を受けるなどのグレーゾーンであったが、2009年2月に医療大麻に対する取り締まりが終結された。
宗教面では、前1200-前800年にはバラモン教の聖典『ヴェーダ』から医薬や儀式、シヴァ神への奉納物として使用されたと記されている。その他には前600年のゾロアスター教の経典『アヴェスター』では麻酔薬・鎮静剤として言及され、500年-600年にはユダヤのタルムードにおいても大麻の使用が記載されている。また、日本の神道とも関わりが深く、古代より天皇即位の大嘗祭では麻の織物「あらたえ」が作られてきた。古墳からも出土されており、穢れを祓う紙垂（しで）は古くは麻の枝葉や麻布であったとされるし、神職がお祓いに使う大幣（おおぬさ）は大麻と書き、麻を使用している。ほかにお盆の迎え火の風習がある。
1912年の万国阿片条約は、アヘンやコカインならびに、これらから誘導された薬品が引き起こす害毒を禁止する目的で締結されたが、大麻に関しては統計的・科学的見地から研究されることが望ましいとされた。1924年11月20日、エジプト代表モハメド・エルグインデイは「ハシシは、オピウム以上ではないにしても、それと同程度に有害である」と発言し、ハシシの追加が要求された。「エジプトの精神障害者の30-60%はハシシによる」とのエルグインデイの発言は中国やアメリカ代表団の支持を取りつけた。イギリスをはじめとするヨーロッパの一部の植民地主義国の反対や、アフリカやアジアなど使用習慣のある国は消極的であったが、インド大麻製剤は学術・医療に制限され、貿易も取り締まられることとなった。1961年の麻薬に関する単一条約に引き継がれる。その後、ほとんどの欧州諸国で非合法化されてきたが、1976年にオランダで寛容政策が行われ、コーヒーショップやユースセンターでの大麻販売を認めた。
2010年10月、メキシコ軍はメキシコのティフアナ市郊外で民家などから大麻105トンを押収。末端価格は総額42億ペソ（約280億円）相当に上り、大麻の1度の押収量としては世界最高記録とされる。

## 種類

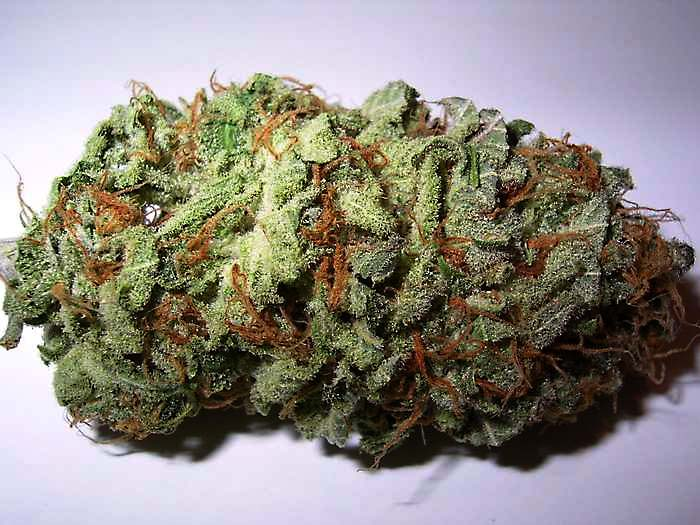
乾燥大麻

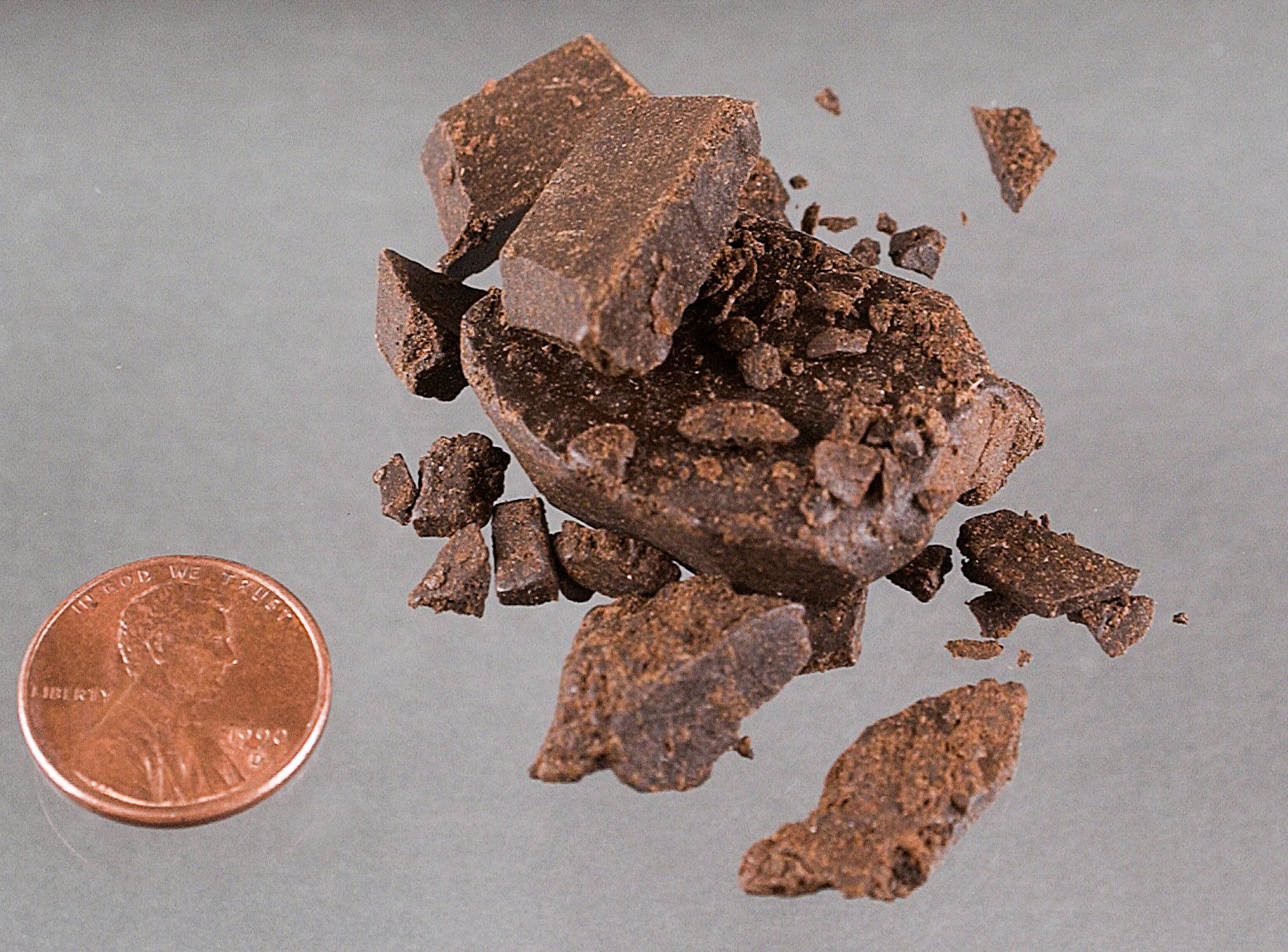
大麻樹脂

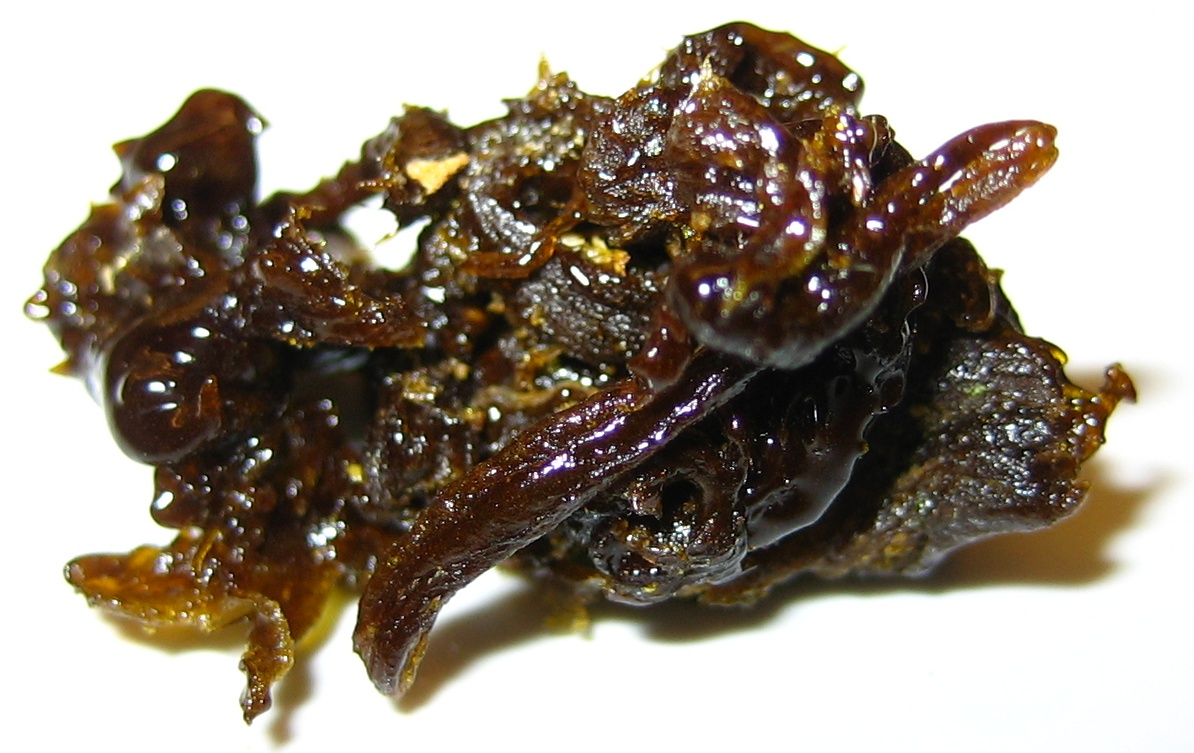
大麻樹脂

嗜好品としての大麻は、『2006年世界薬物報告』に従い、以下の3種類に分類する。

### 乾燥大麻
花穂や葉を乾燥させた大麻加工品で、「マリファナ」や「ガンジャ」「ウィード」などと呼ばれる。花穂を「バッズ」、無受精の雌花の花穂を「シンセミア」という。乾燥大麻は、嗜好品としての大麻の最も一般的な加工方法であり、世界で押収された大麻のうち79%が乾燥大麻である。花穂のテトラヒドロカンナビノール（THC）及びカンナビジオール含有率は、他の部位に比べて高い。シンセミアにおける含有率は最も高い。市場で流通する乾燥大麻のTHC含有率は大麻の品種改良や栽培技法の確立により年々上昇している。
また、良質のシンセミアを確実に得たいという思う愛好者の要望に応じるため、栽培業者は巧妙な交配を行って雌株の発芽率を高めた種子を販売している。このような種子をフェミナイズド・シード (feminised seeds) といい、種子製造メーカーによっては雌株発芽率が100%だと標榜している品もある。
インドでは効果が弱く安い、葉と茎が原料のものがバングと呼ばれ、花穂から製造されるものがガンジャと呼ばれる。

### 大麻樹脂
大麻樹脂は、花穂や葉から取れる樹液を圧縮して固形状の樹脂にした大麻加工品である。中近東や、欧米でハシシ (hashish)、インドではチャラスとも呼ばれる。また、チョコとも言われる。ハシシの製法は大きく分けて、手もみ（チャラス）、ポリネーター（ポーリン）、アイソレーターがある。世界における消費地は主に西ヨーロッパであり、世界における大麻樹脂の74%はここで押収されている。また、モロッコが大麻樹脂の最大生産国である。

### 液体大麻
乾燥大麻や樹脂を溶剤で溶かし抽出した大麻加工品を液体大麻という。ハシシオイル、ハッシュオイル、ハニーオイルとも呼ばれる。溶剤には、アルコールや油、石油エーテル、ブタンなどが用いられる。THCを抽出するためTHC含有率が高く、溶剤にもよるが50%を超える場合もある。日本の行政は一般に液体大麻と呼称するが、形状は溶剤により様々ある。

## 人体への影響

デビッド・ナットらによる薬物の相対的な有害性に関する論文は、2007年に医学雑誌『ランセット』に掲載された。大麻は、タバコやアルコールといった、より有害性が強い薬物のグループ（オレンジ）には属していない。

デビッド・ナットら薬物に関する独立科学評議会（ISCD）による2010年に『ランセット』に掲載された薬物の相対的な有害性に関する論文は、社会的な有害性も評価し暴力や事故を引き起こす傾向の強いアルコールを最も有害とした。

近年、後述するようにイギリスやカナダのように大麻についての科学的な調査・研究、医療利用への積極的な支援を行う国では、法規制の枠組みのもと臨床試験が行なわれている。
1977年にアメリカ大統領の諮問に対するシェーファー委員会の答申に基づいて出されたカーター教書によって、マリファナの使用は精神病の原因になるとはいえないこと、個人の少量所持を刑事罰の対象から外すのが望ましいと言明された。1999年、全米科学アカデミー医学研究所は煙による害を別にすれば、大麻使用による副作用は他の医薬品で許容されている副作用の範囲内にあるとしている。また2008年にはイギリスの大麻等の研究団体ベックリー財団も「大麻は精神及び身体を含む健康問題で良くない場合があるが、相対的な害では、それはアルコールかタバコより極めて害が少ない」とする報告書を発表した。食欲が増すことから「マンチ（Munchies)」と言う。
図にある『ランセット』に掲載された薬物の相対的な有害性に関する論文は、大麻は、煙草やアルコールよりも有害性が低いことを示しており（ただし2007年の論文は1049頁において煙草およびアルコールと違法薬物の危険性の直接の比較は可能ではないとする）、2011年の薬物政策国際委員会（国連機関ではなく民間NGOである）や、2012年のイギリス薬物政策委員会の報告書にて、薬物の相対的な有害性を示す目的で採用されている。
診断基準を示す1994年の『精神障害の診断と統計マニュアル』DSM-IVの「大麻依存」の項には、大麻依存のある人では強迫的に使用するが、一般に身体依存はなく、離脱症状（退薬症状）について臨床的に意義のある信頼性のある報告はないと記されていた。2013年のDSM-5において、大麻離脱の診断名が追加され、大量で長期の大麻の使用後に、使用の中止や相当な減量によって生じるとし、通常、症状の程度は臨床的な関与が必要となるほどではないと記されている。また依存と乱用（間欠的に使用し問題を起こす）がなくなり、使用障害に一本化されたため診断名は大麻使用障害となる。
大麻が原因と考えられる精神疾患を総称して大麻精神病と呼ぶこともあるが、大麻精神病という疾患単位は確立しておらず、1997年に世界保健機関 (WHO) は、「大麻精神病」という障害は明確に定義されていないのが実情であり、さらに推定される症状も統合失調症など他の既にある精神障害と判別がつかないため、大麻精神病を確認するには研究による証拠の提出が必要となるとしている。同報告書は、使用のコントロールの喪失など大麻依存症候群の十分な証拠を示したとも述べている。世界保健機関の2016年の報告書は、精神病との関係、定期的な大麻の使用と認知能力の低下についても生物学的に妥当性があるとする。前者については、一部の研究では大麻の使用が精神病に先行しており、THCによる精神病とは関連し、若年での使用率増加・統合失調症の発生率増加には明確な結果がない（THCによる急性中毒の精神病を起こしやすいことが判明したが、統合失調症との関連は不明確）。同年11月30日には世界保健機関の専門委員会による正式な審査を受けていないことや、医療大麻の使用を認め、審査のための文書の準備を開始した。
2017年時点、世界保健機関 (WHO) は、カンナビノイド（大麻ではないものが例示されている）による、癌や後天性免疫不全症候群（AIDS）などの病気が進行した段階での吐き気や嘔吐への治療効果、また、喘息および緑内障の治療、抗うつ薬、食欲刺激薬、抗てんかん薬（抗痙攣）として、臨床試験があったとしている。ただし現在では複数の縦断研究のメタアナリシスでうつ症状のリスク増加が示されている。2016年には、米国FDAがGWファーマシューティカル社による大麻由来成分カンナビジオール製品「エピディオレックス」についてドラベ症候群とレノックス・ガストー症候群を対象として薬事承認した。
これまでの多くの研究は使用されたTHCの量さえも記述されていないような無意味な研究が多かったが、医療目的の研究はこうした点を明快にしてきた。THCは急性毒性では最も安全な部類で、大麻中毒による死亡が証明されたことと致死量が決定できるような研究はなく、致死量に至ってしまう安全係数は、サルでのデータから推定すると通常の使用量の1万倍である。妊娠中の大麻の使用による胎児への影響は、これまでの大きく大麻の使用率が変動してきた時代の疫学データからは示されていない。医薬品のサティベックスに発がんリスクがないことから、喫煙でない摂取形態では同様であると仮定できる。大麻のみを燃焼させて喫煙した場合、肺がんのリスクが高まる可能性は低いという証拠がある。
大麻による死亡例では、心臓疾患を持つ中高年が大麻による血圧上昇作用によって死亡することがある（こうした人では飲酒、運動なども引き金となる）。これは世界保健機関の2018年の報告書では心臓発作を起こすかは不明確であるとされる。めまいが起こることがある。ストーンと呼ばれる酩酊状態は一般に音の感覚の鋭敏化などを起こすが、判断力が変化するため運転事故などのリスクを増加させる。厳格な試験ではないが使用によってものごとの記憶力が低下することについての報告は一貫しており、使用中止後1か月以内に元に戻る。大麻の長期的な使用についての認知的な影響の研究は、医療以外の目的での大麻の使用によるものであり、自己報告や毛染めの影響を受ける毛髪サンプルのような正確な因果関係を確立しにくい方法で調査が行われており、使用前の認知機能や精神的健康状態、アルコールのような認知機能に影響を及ぼす薬物の使用なども明確ではない。2013年のシステマティック・レビューでは、長期的な大麻の使用と脳の変化との関連付けはできなかったとされた。

### 社会的意見
日本においては財団法人麻薬・覚せい剤乱用防止センターが大麻の有害性を主張している。その主張は薬物標本の説明書の翻訳であり、医学的根拠が定かではない。
イギリス薬物政策委員会（UKDPC）による、2012年の薬物全般の概括的な報告書では、大麻は、特定の健康上の問題があるために自己治療の目的で使用されている可能性があり、また孤立、不平等といった問題が薬物の使用の問題を悪化させていることがあるため、そうした本当の問題が識別されていないことを指摘している。大麻の使用とうつ病などの関連を示す研究があるが、以前からの感情の問題が、大麻使用と精神障害の両方の結果につながる可能性もあるため、因果関係を見定めることは困難とされていた。しかし現在では複数の縦断研究（大麻が先でうつ病が後のデータのみを集めたもの）のメタアナリシスでうつ症状のリスク増加が示されている。
IQについて、大麻の使用と関連がある/ないという両方のコホート研究があり、これらは自己報告がベースで大麻の効力の強さへの言及もない信頼性に限界のある研究方法である。大麻使用と、低学力や学校の中退に関連があるとする複数の症例対照研究や横断研究があるが、大麻が原因で起こるという意見と、学業低下が原因で大麻を使用するという意見とで議論が続いている。
個別の研究であるが、2014年9月10日に『ランセット・サイキアトリー』で発表された研究によると、17歳未満で大麻を常用している者は、薬物を一切使用したことがない同年代に比べて高校を卒業したり、大学で学位を取得したりする可能性が約60%低いとされる。また、日常的な大麻使用者は、後の人生で自殺を試みる可能性が未使用者の7倍となり、また大麻以外の違法薬物を使用する可能性は、常人の8倍高かった。

#### 効力の増加
現在の大麻は品種改良や栽培技術の向上によって、過去に比べて効力が増加しているとする社会的意見がある。
イギリス政府は「スカンク」と呼ばれるTHCが30%を超える高効力の大麻が蔓延し、深刻な精神病に陥ると主張しているが、押収されたスカンクのTHC（テトラヒドロカンナビノール）の平均含有率は14%であり、20%を超えたのは全体の4%のみで、30%を超えるスカンクは無かった。アメリカの薬物乱用予防教育 (DARE) は「現在の大麻は30年前（1970年代）と比べて効力（THCの含有量）が20倍に増している。」と指摘しているが、2007年のホワイトハウス麻薬撲滅対策室 (ONDCP) の発表では大麻の効力は20年で2倍程度増えたとしている。国立薬物乱用研究所 (NIDA) の調査 (NIDA-sponsored Marijuana Potency Monitoring System) でも連邦麻薬取締局 (DEA) が押収した大麻のうちTHC濃度が15%を超えていたのは10%以下で、20%以上のものはサンプル全体の2%であった。2008年、オーストラリアのニューサウスウェールズ大学と国立ドラッグ&アルコール研究センター (National Drug and Alcohol Research Centre) の世界中で実施された9つの研究のデータをメタ分析した研究では「社会では効力が過去よりも20〜30倍も強力になってメンタル・ヘルスに悪影響を及ぼしているとする主張されているが、今回の証拠はその主張を支持していない。」としている。また、ヨーロッパ麻薬監視センター (EMCDDA) の報告では効力の強い大麻が健康被害リスクを増やすことを示す証拠はなく、個人や社会、公共の秩序又は犯罪行為など全体において効力の強い大麻が普通の大麻よりもリスクが大きいということはないとしている。
個別の研究であるが、2017年にフランスで発表された論文では、同国内でマリファナ中毒のため緊急治療室に運ばれる子供の数が増加傾向にあることを報告。取りまとめた小児科医は、原因を大麻に含まれるTHCの濃度変化にあることに言及し、「2004年には9%だったTHCの濃度が、2014年には20%に跳ね上がった」ことを指摘している。
カナダで医療用に発売されている大麻のTHC含有量は10〜14%であり、オランダの医療用大麻のBedrocanは19%である。効力の強い大麻のほうが少量の吸引量で望む陶酔状態が得られるので、煙の害を抑えることができるという指摘がある。

#### 交通事故との関係
米国において大麻が合法化された州でも、大麻が効いた状態で自動車を運転することは違法である。アメリカでは死者が発生した自動車事故において運転者から検出されることのある薬物の1位がアルコール、2位がマリファナである（ただしこの調査で検出対象となっているのはヘロイン・コカインなどの違法薬物およびアルコール・大麻などの運転時には違法となる薬物のみである）。大麻の影響下にある運転者の自動車事故リスクについて過去に行われた調査では、大麻の影響（典型的には運転者の血中THC濃度によって測られる）が大きいほど、自動車事故リスクが高まると報告されている。しかしながらそれらの調査においても、大麻のために上昇したとされる事故リスクは、違法運転とならない量のアルコールを摂取した場合のリスクよりも一貫して低い水準にある事が示されている。イェール大医師らの報告によると、大麻が効いてる間の運転で重大事故を引き起こす確率は、飲酒運転の10分の1程度であるという（大麻も運転能力の一時的低下をもたらして事故原因になることは前提）。
大麻を吸引すると調整能力、視標追跡能力、反応時間といった運転時に必要な能力が低下するが、大麻タバコ3分の1本以下の少量の吸引であれば運転能力に支障は見られず、かえってシラフのドライバーよりも事故を起こしにくいという研究報告があった。英国運輸省による報告書 は「平常時とは異なるが、必ずしも事故につながる技能的な障害があるとはいえない。」と報告した。アメリカ合衆国運輸省 やカナダ政府違法薬物委員会 からも同様の報告があった。また、英国国会貴族院科学技術委員会の報告書 では、アルコール使用者は平常時よりも危険な運転をする傾向があることに対し、マリファナ使用者は危険を回避しようと低速で注意深く運転する傾向にあり反応時間や運動能力の低下を相殺するため、直接的に事故の増加にはつながらないとしていた。
しかし近年のメタアナリシスでは大麻と交通事故、とりわけ致死的な事故との関連が示されており、アメリカで娯楽用大麻を解禁した州における交通事故死者数は、解禁前比べて10倍になったとする研究もある。
大麻を多量に吸引した場合は、車線に沿って運転できない、黄色信号や不意の危険に対しての対応速度が鈍る、自分のスピードが正しく認識できないなどといった問題が発生し、事故リスクが高まる。また、アルコールと大麻を併用した場合は、いずれか一方のみを使用した場合よりも事故のリスクが高くなる。

#### 踏み石論
日本において大麻を取り締まる大きな理由の一つに、いったん大麻を使うと他のドラッグをも使用するようになり、他の薬物への入り口となるという「踏み石理論（ゲートウェイ・ドラッグ理論）」がある。これは1950年代にアメリカの麻薬取締り機関が広めた考えであるが、近年は欧米の政府機関によりこの理論についての再考察が盛んに行われている。下記に示す通り、近年の研究機関はその関係性について否定的である。下記の研究機関が1970年代〜1990年代に行った研究にも同様にゲートウェイ理論を裏付けているとするものがあり、同機関による最新の研究かに留意する必要がある。また、いずれの研究結果も欧米を対象としており、日本を対象としているものではない。

##### 否定的な研究
- 1997年のWHOの報告書では、大麻使用者の大半は他の非合法な向精神薬の使用へと進まないとしている[98]。
- 2005年のイギリス国会下院科学技術委員会の報告書は、様々なドラッグやゲートウェイ理論に関して幅広く考察しているが、この中で、イギリス国立薬物乱用センターのジョン・ストラングは、「（大麻をゲートウェイとする同じ論旨では）小学校に行くことはヘロイン中毒患者になるゲートウェイですが、そこに何らかのつながりを見出そうとは誰も思わないでしょう。」と語っている。また、薬物乱用諮問委員会会長、ロンドン大学名誉教授のマイケル・ローリンズは「若い頃のニコチンやアルコールの使用は、続く薬物の乱用に対してカナビスに比べはるかに広い入り口である。」と語っている。同報告書は「われわれには大麻のゲートウェイ理論を支持するいかなる証拠も発見できなかった。」と結論付けている[注 6]。
- 2006年のヨーロッパ・ドラッグ監視センター (EMCDDA) の報告[100] では、ドラッグの多重使用について主に使用しているドラッグ別に使用者をグループ分けをして分析した結果、大麻を主なドラッグとしたグループは他のドラッグを使うこと自体が極端に少ないことが示された。もっともこの報告書には、そもそもゲートウェイ理論という考え方自体記載されていない。
- 国連薬物犯罪事務所（UNODC）は「オーストラリアでは、双子を使った大規模な研究が行われた。」「17歳までに大麻を使用した双子のうちのひとりは、使用したことのないもう一方の双子に比べ、その他の薬物使用、アルコール依存症、薬物乱用/依存症の割合が2.1倍から5.2倍に達した。認識されているリスク・ファクターを考慮に加えても、結果はほとんど同じであった。」と述べている[101]。
- アメリカ医学研究所 (IOM) の報告書や[要文献特定詳細情報]、オランダの研究でもゲートウェイ理論は否定されている[102]。大麻が置かれている法的立場がこうしたゲートウェイになっているとの見解がある[要出典]。
- 2006年に発表された、米国国立ドラッグ乱用研究所 (NIDA) がピッツバーグ大学に委託して行った研究では、224人の少年を対象に10歳または12歳から22歳になるまでの10年間あまりを追跡調査をしている。その結果、「ドラッグ乱用を進める順序について、特定のドラッグが起点になっていることも、また決まったドラッグの次になっていることもない」 と結論付けている。この研究は、元来ゲートウェイ理論を唱えていた機関が研究の目論見と正反対の結果を見出し発表したことで注目された[103]。
- 2006年に発表されたワシントン医科大学他による、大麻や他のドラッグを使用している4000人を超えるオーストラリアの双子を対象にした大規模な研究でも、長期間の追跡調査の結果、大麻に他のドラッグの使用を引き起こすような順序関係はないと結論を出している。また、仮に何らかのゲートウェイ効果があったとしても、それは「大麻が法規制されているため、ユーザーをブラック・マーケットのディラーと結びつけ、そのディラーが他の違法ドラッグの供給源になる」ためだとしている。事実、コーヒーショップでの大麻の販売を認めたオランダでは、ヘロイン使用者数は減少傾向となっている[104]。
- 2024年においても、週1回以上の大麻の日常使用は、最も一般的な死因のひとつである心血管疾患のリスク上昇と関連している[105]。

##### 肯定的な研究
- アメリカ麻薬取締局 (DEA) が、ウェブサイト等で行っている主張では、大麻使用者がコカインを使用する確率は通常の104倍[106] であるとし、大麻をゲートウェイドラッグと位置づけている。DEAのこの主張の引用元は、国立ドラッグ乱用研究所 (NIDA) が、上記同研究所による最新の研究より30年前の1975年に行った研究を元にした記述[107] であるが、そこには104倍という具体的な数字はなく「非常に大きい (much greater)」と書かれている。
- 1997年のコロンビア大学薬物中毒・乱用センターの研究では大麻使用者でコカインを使ったことのある人の割合（17%）をコカイン使用者で大麻未経験の人の割合（「0.2%）で割って算出した結果、大麻使用者がコカインを使用する確率は85倍であるとしている[108]。
- 2014年9月10日、ランセット・サイキアトリーに発表された研究では、17歳未満の日常的な大麻使用者は、そうでない者と比べ、他の違法薬物を使用する可能性が8倍高いとされた[77]。
- 2014年の調査においては、大麻がゲートウェイとなり他の薬物の使用を始めた人は全体の44.7％であったとされている[109]。

## 薬物検査（ドラッグテスト）
大麻の検査方法は尿・血液・毛髪・唾液と4つの検査方法がある。主には尿検査で行われることが多く、大麻成分の検出期間は使用頻度に比例して、最低で48から72時間、最大で12週間は検出可能とされている。また、簡易検査（スクリーニング・テスト）と精密検査がある。簡易検査では扱いが容易で安価な酵素増倍免疫測定法 (EMIT) が用いられ、陽性閾値は50ng/mlと高く設けられている。精密検査ではガスクロマトグラフィーと質量分析 (GCMS) による検査が1日から数日間掛けて行われ、陽性閾値は15ng/mlと低い数値でも陽性と判断することが可能である。大麻陽性反応は医薬品のドロナビノール（マリノール）を服用していた場合でも出る。
アメリカでは、連邦政府が強制的な実施指導方針を職場の薬物検査に設けており、検査の実施場所や担当係員、実施方法などについて詳細に定めている。2010年代に、尿の簡易検査薬の大半が誤って陽性反応を示すなどの欠陥が指摘されている。日本では薬物検査の方法に対して法律などによる規定はない。

## 日本

### 日本における歴史

#### 吸引利用の流入前
日本には大麻の吸引習慣はなかったため、1900年頃までは、繊維素材のほか、種が食用にされていた。種を撒くと勝手に自生し、施肥や間引きといった栽培の手間のかからず、収穫が早い一年草だったため、「農作物としての」大麻は一部の貧農にとって主要な収入源になった。麻繊維素材や商品として需要があった戦前、北海道では軍需品の一つとして栽培されていた。1887年に北海道製麻株式会社（後の帝国製麻株式会社）が設立されていた。明治時代にはぜんそくの治療品として「ぜんそくたばこ印度大麻草」名で販売されてもいた。

#### 初の規制法
しかし、昭和5年（1930年）に制定された旧麻薬取締規則で初めて麻薬に指定され、大麻の規制が行われてきた。

#### 戦後の規制強化と軟化
太平洋戦争終戦後、昭和20年（1945年）11月24日、GHQ指示による「麻薬原料植物ノ栽培・麻薬ノ製造・輸入及輸出等禁止二関スル件」によって、その栽培は全面的に禁止された。そのため、日本の麻の繊維の需要面に著しい影響が生じた。そのため、昭和22年(1947年)に「大麻取締規則」が制定され，繊維及び種子の採取を目的とする場合に限り、都道府県からの許可制の下に大麻草の栽培を認める例外規定を設け、昭和23年に現行の大麻取締法が制定された。

#### 麻繊維代替素材の普及
綿やジュート、化学製品など麻繊維の代替素材が広く流通・商品販売されるにつれ、麻繊維需要が減退し、売値が急激に落ち込んだことで、副業での栽培を中心に麻栽培は激減することになる。今では認定業者の非吸引目的に改良された品種が指定地域でのみ栽培されている。

#### アメリカからの流入・社会問題
1950年代の好景気を経て、1960年代終盤のアメリカでのヒッピームーヴメントに触発される形で、日本でもフォークミュージックが流行。ベトナム戦争反対、世界平和の機運が盛り上がる最中、反体制ツールの一つとして大麻吸引が大都市の若者に広がった。1966年には検挙数が250人以下だったが、1978年には初の1000人を超えた。1960年代以降に大麻の吸引、所持、販売で逮捕、検挙が増えるにつれ、大麻は社会問題になる。

#### 平成以後
2000年代には大麻取締法違反の検挙者数は増加傾向にあったが、2009年から減少するなど、必ずしも一貫した傾向がみられるわけではない。暴力団絡みの覚醒剤や外国人組織が比較的関与しやすいヘロイン、コカインその他の危険ドラッグと違い、大麻は唯一個人栽培・国内生産が可能な薬物であり、最も身近で手を出しやすい薬物であり、米国やカナダなどからの密輸入もあとを絶たず、大麻に絡む国際的な違法行為も続いている。
さらにインターネットの発展に伴い、ツイッターをはじめとするSNSにて個人の入手が容易になってきたこと、また「大麻は他の薬物より安全、害がない」などといった誤情報の蔓延や好奇心から、日本国内の大麻事犯による検挙人数は、2013年から2021年にかけておよそ3.6倍へと増加し、なかでも20歳未満の検挙者は、16.4倍と著しい。中には学校の修学旅行で使用が発覚した例もある。
その一方で、アメリカなどでは難治性のてんかん治療などで大麻成分を含有した薬物治療が行われるなど、医療用大麻の使用に関して推進する主張もあり、厚生労働省は2022年に入り医療用大麻の国内使用解禁に向けて議論を進め、同年9月29日に行われた厚生労働省の大麻規制検討小委員会で、現在国内で禁止されている大麻を原料とした医薬品について、有効性・安全性が確認され、薬機法に基づき承認されたものについては、輸入・製造、使用を可能とするよう、大麻取締法を改正する方向でまとめられた。また、大麻の使用に関しての罰則が現行法に定められていないことから、改正に際して「使用罪」を創設することも盛り込まれた。

### 品種
日本国内で栽培される大麻（アサ）はほとんどが栃木県産で、その用途は主に麻糸・麻布であり、他に日用品（衣類）、神事（注連縄等）、漁具（魚網、舫）、麻幹（おがら）として使用されている。栽培されている大麻はトチギシロ（栃木白）というTHCをほとんど含んでいないとされている改良品種である。栃木県はトチギシロの種子の県外持ち出しを禁止している。麻の特産品として美濃麻、木曾麻、岡地苧、鹿沼麻、雫石麻、上州苧などがある。

#### 自生撲滅運動
大麻草は現在でも雑草に混じって普通に自生している。自生している大麻草そのものは自然物であるため、法的に違法物という訳ではないが、それを葉1枚であっても許可無く採取することは大麻取締法による違法行為にあたる。警察は大麻が自生している土地の所有者に除草を呼びかけているが、大麻は自生力が強く広範囲に自生し焼却するにも燃料のコストと失火の危険が伴うことから完全な根絶は難しい。また、大麻は北海道に限らず、日本各地に自生しており、毎年、各地域の保健所や自治体によって自生大麻の刈り取りなどの撲滅活動を行っている。その弊害としてアサカミキリといった昆虫が環境省の準絶滅危惧種に指定されるなど生態系に影響を及ぼしている。

### 大麻取締り一覧
1948年に大麻取締法を制定し、1960年代には国連の報告書は日本の大麻犯罪は一般に外国人であり、外国の船員と兵士の逮捕が増加しているとしている。その後、1970年代には芸能人の逮捕も相次ぎ日本人の例も増加した。2023年の大麻の検挙者は覚醒剤の検挙者を上回り、検挙者の4分の3が10代か20代であった。
|          | 大麻               | 覚せい剤             | 向精神薬         | あへん       |
| -------- | ------------------ | -------------------- | ---------------- | ------------ |
| 平成15年 | 2,772件（2,032人） | 20,129件（14,624人） | 952件（465人）   | 84件（50人） |
| 平成16年 | 3,018件（2,209人） | 17,699件（12,220人） | 1,156件（560人） | 80件（59人） |
| 平成17年 | 2,831件（1,941人） | 19,999件（13,346人） | 1,154件（504人） | 31件（12人） |
| 平成18年 | 3,252件（2,288人） | 17,226件（11,606人） | 1,133件（519人） | 50件（27人） |
| 平成19年 | 3,282件（2,271人） | 16,929件（12,009人） | 1,088件（469人） | 57件（41人） |
| 平成20年 | 3,832件（2,778人） | 15,840件（11,041人） | 1,106件（493人） | 19件（14人） |
| 平成23年 | 2,287件（1,648人） | 16,800件（11,852人） | 564件（256人）   | 16件（12人） |
| 平成25年 | 2,086件（1,555人） | 15,232件（10,909人） | 862件（478人）   | 11件（9人）  |
| 平成27年 | 2,771件（2,101人） | 15,980件（11,022人） | 706件（398人）   | 6件（3人）   |

大学生が大麻を所持して逮捕される例が相次ぎ、2008年には年間で2,778人が検挙され、その90.6%が初犯であった。

#### 相撲界の大麻連鎖逮捕事件
大相撲界においては2008年8月にロシア出身の若ノ鵬が大麻所持で逮捕され、9月には麻薬の簡易検査（陽性閾値50ng/ml）で同じロシア出身の露鵬、白露山の2人と日本人力士の1人から大麻の疑陽性反応が出た。露鵬と白露山は精密検査（陽性閾値15ng/ml）においても陽性反応が出たため、解雇処分となった。日本人力士は3回目の簡易検査において陰性反応が出たため、その検体（尿）や検査結果などの資料を破棄。精密検査を受けることはなく、処分はなかった。これらのことを受け、日本相撲協会では薬物検査により、大麻陽性の力士は解雇処分にする方針をとっている。これに対して、検査方法の不備と受動喫煙や飲食物に混入されて無意識に摂取してしまった場合などに不考慮であるとして、この動きを懸念する意見もある。2009年1月には若麒麟が知人と共に逮捕された。

### 日本における大麻事犯
日本において、大麻は栽培が簡易であることや、大麻は古くから日本各地で栽培され、野生化していたことが事犯の理由で主張されている。さらに、旧日本軍が第二次世界大戦前より、軍需品生産を目的として長野県や北海道などで生産を推奨したため、第二次世界大戦後の大麻取締法の制定後も、北海道、長野、東北地方などに自生している。そのため行政が駆除しているが、生命力が強く、完全な駆除は無理である。
自生大麻の多い北海道では、行政主導のもと撲滅運動を行っている。これら野生化した地域では違法取引価格が他の地域より破格に安価であったり、採取が可能だったりすることから、大麻事犯の増加の一因と指摘されている。そのほかにインターネットの普及で栽培方法を知ったり、ネット通販で観賞用の名目で大麻の種や栽培・吸引用具が販売されたりしていることも挙げられる。
また、覚せい剤事犯の減少によって、取り締まりの矛先が大麻事犯へ向けられていることが、大麻事犯の検挙数増加の一因となっているという主張がある。
2008年、乾燥大麻の押収量389.9kgのうち、73.9kgは密輸入されたものである。乾燥大麻の仕出地は南アフリカからの密輸入量の33.9kgが最も多く、密輸入事犯（47件）の仕出地では、アメリカの13件に次いでタイの9件が多くなっている。2015年の大麻密輸入の仕出地は、米国が最も多く（36件）次いでカナダ（5件）である。
2008年にコアマガジン社が、大麻栽培方法を紹介した雑誌『バースト ハイ』を発売し、問題となった。東京都は同年3月に、都の青少年保護育成条例に基づき、この雑誌を18歳未満が閲覧できない有害図書に指定、同社に対しても処分を行った。同社はその後も、同年12月に類似した内容の雑誌『ハイ・グラム・バースト』（12月15日発行）を出版した。都は再び厳重注意としたが、流通禁止措置には踏み切らなかった。この雑誌は都の指導後もインターネットなどで流通していたが、現在は廃刊となっている。

## 法規制

### 日本における法規制
日本では、大麻は麻薬及び向精神薬取締法（麻薬取締法）と大麻草の栽培の規制に関する法律（大麻草栽培規制法。旧称：大麻取締法）による規制を受ける。2024年12月11日以前は大麻取締法でのみ規制されていた。これは、不法製造者の職種が異なり、取締りの完璧を期するためである。同様に、麻薬特例法においても、規制薬物と規定されている。
また、旧大麻取締法では4条2項2号において大麻から製造された医薬品を施用等を禁止し、同法同項第3号では、大麻から製造された医薬品の施用を受けることを禁止していた。大麻草栽培規制法ではこの規定が削除され、大麻から製造された医薬品の施用が認められるようになった。
これ以前、2019年3月19日の参議院沖縄及び北方問題に関する特別委員会にて、米国にて承認された医薬品の質疑において、大麻研究者である医師のもと大臣の許可を受け、治験対象の医薬品を実施計画に基づく対象の患者に限って使用できるとの答弁があった。
これらに関する詳細は「医療大麻#日本」を参照。
なお、麻薬の用語は、麻薬及び向精神薬取締法別表第一に定められた薬物及び大麻（狭義の麻薬）をいう場合と、あへん法、覚せい剤取締法、麻薬特例法を含めた麻薬五法に定められた薬物（広義の麻薬）をいう場合がある。国語辞典でも、従来より麻薬と説明しているものが多い。「アサから製した麻薬」（『広辞苑』）、「アサの別名。また、その葉や樹脂から製する麻薬。」（『大辞泉』）。

#### 規制対象
日本の大麻草栽培規制法は、大麻草を「カンナビス・サティバ・リンネをいう。」と規定する。また、大麻を「大麻草（その種子及び成熟した茎を除く。）及びその製品（大麻草としての形状を有しないものを除く。）をいう。」と規定している（同法2条）。
種の学名「カンナビス・サティバ・リンネ (Cannabis sativa Linnaeus)」を用いて定義しているため、亜種ないし変種である、サティヴァ (Cannabis sativa subsp. sativa var. sativa)・インディカ (Cannabis sativa subsp. indica)・ルデラリス (Cannabis sativa subsp. sativa var. spontanea) 全てが規制対象となる。アサ科アサ属（カンナビス属）の植物は、カンナビス・サティヴァ・エル1種のみであるので、大麻取締法1条（当時）にいう「大麻草（カンナビス・サティヴァ・エル）」とは、カンナビス属に属する植物全てを含む とされる。ただし、これはアサ属（カンナビス属）における一属一種説に基づいた分類法によるものであり、植物分類学では一属多種説も存在する。一属多種説では、アサ科アサ属（カンナビス属）に含まれる種は、カンナビス・サティバ・リンネ（Cannabis sativa Linnaeus）の他に、カンナビス・インディカ・ラム（Cannabis Indica Lamarck）、カンナビス・ルデラリス・ジャニ（Cannabis ruderalis Janischewsky）があり、これらをカンナビス・サティバ・リンネの亜種や変種とするのではなく、それぞれ別の種とするものである。
大麻種子は調味料や鳥の餌などで普及しており、規制が難しく取り締まりの対象とされていない。関税法では発芽防止の熱処理されていない大麻種子は輸入規制されている。
麻薬施用者自らが所持し、又は同施用者から正当に交付されたもの以外による大麻の吸引や使用は、麻薬取締法違反として罰せられる（後述）。

#### 免許制
大麻草栽培規制法により、大麻草の栽培は免許制となっている。すなわち、繊維若しくは種子を採取する目的で大麻草を栽培しようとする場合は、都道府県知事の大麻草採取栽培者免許が必要である（同法5条）。同様に、研究目的で大麻草を栽培しようとする場合は、厚生労働大臣の大麻研究栽培者免許が必要である（同法13条）。なお、大麻を取り扱い、輸出し、又は輸入しようとするときは、麻薬取締法で定める免許が必要である（麻薬取締法3条）。
日本では大麻栽培に免許制度を採用しており、産業的栽培は法的に可能である。しかし、厚生労働省は新規の免許交付については、単に農作物として出荷する目的での栽培を認めるわけではなく、「その栽培目的が伝統文化の継承や一般に使用されている生活必需品として生活に密着した必要不可欠な場合」に限る（神事など）としており、事実上、ほとんど認めない方針を取っている。なお、鳥取県では、2016年に薬物乱用防止条例を改正し、要件を満たしても免許交付をしないこととしている。
また、栽培中にその成分を自然吸引することになるため、使用の有無にかかわらず身体から大麻反応が出ても、免許保持者は罰せられることはない。

#### 罰則
無免許で栽培した場合は、1年以上10年以下の懲役が科せられる（大麻草栽培規制法24条1項）。営利目的の場合は1年以上の有期懲役（又は情状によりこれに500万円以下の罰金が併科される）である（同条2項）。未遂（同条3項）及び予備も罰せられる（同法24条の3）。さらに犯人が所有し又は所持する大麻は没収（必要的没収）されるほか（同法24条の7第1項）、大麻の運搬に使用された艦船、航空機又は車両は没収（任意的没収）することができるとされる（同条2項）。
無免許で輸出入をした場合は、1年以上10年以下の懲役が科せられる（麻薬取締法65条1項）。営利目的の場合は1年以上の有期懲役（又は情状によりこれに500万円以下の罰金が併科される）である（同条2項）。大麻の不法所持、譲渡・譲受け、使用は7年以下の懲役である（同法66条第1項）。営利目的の場合は1年以上10年以下の懲役（又は情状によりこれに300万円以下の罰金が併科される）である（同条2項）。各未遂（同法65条3項、66条3項）及び輸出入の予備（同法67条）も罰せられる。さらに犯人が所有し又は所持する大麻は没収（必要的没収）されるほか（同法69条の3第1項）、大麻の運搬に使用された艦船、航空機又は車両は没収（任意的没収）することができるとされる（同条2項）。
海外での行為について、元検事で弁護士の中村勉によれば、大麻の使用については日本法でも禁止されていないが、所持については立証が困難なケースも多いだろうが刑法第2条によって日本法が適用され違法であるとする。一方で甲南大学法科大学院教授の園田寿によれば、刑法第2条は相手国と協力して取り締まるという意味で設けられているので、合法化されたカナダではこのような共通目的は成立せず、大麻取締法の24条8の「みだりに」（所持するための手続きを満たさず）所持したということについても、相手国で合法化されていれば「みだりに」所持していないためこれも成立しないとされる。そう解釈しないと、カナダ国内で大麻を所持していたことがあるカナダ人が日本を訪れた際に、カナダ国内での行為について日本法によって処罰されてしまうと指摘している。
1952年から1954年にかけて占領法制の再検討、行政事務の整理簡素化という趣旨で法令整理が行われたときには大麻取締法の廃止が検討されたが、見送られることになった経緯がある。

#### コントロールド・デリバリー
麻薬特例法（国際的な協力の下に規制薬物に係る不正行為を助長する行為等の防止を図るための麻薬及び向精神薬取締法等の特例等に関する法律）にはコントロールド・デリバリー（制御下配送、いわゆる「泳がせ捜査」）の規定がある。大麻の輸出入をしようとした場合、税関で判明しても即座に検挙せずにいったん通関させ、配送先・配送元の情報を入手したり、組織的な薬物取引を一斉検挙したりすることが行われている。

### 各国・地域の大麻政策
多くの国に大麻を規制する法律があるが、これは国際法である国際連合の薬物に関する3つの国際条約に批准することに通じている。3つの条約とは、麻薬に関する単一条約（1961年）、1971年・向精神薬に関する条約（1971年）、麻薬及び向精神薬の不正取引の防止に関する国際連合条約（1988年）であるが、最初に挙げた単一条約が特に大麻に関係する。特に21世紀となり条約批准国の中には、国内法あるいは地域自治法において、医療に限って許可したり、娯楽目的では量を規定して単に罰金とする非犯罪化が進められてきた。
単一条約から50年が経った2011年、薬物政策国際委員会（国連機関ではなく民間NGOである）は、禁止による対策は失敗し薬物による問題を助長しており、麻薬犯罪組織を弱体化させる実験的手法として、政府による合法規制を特に大麻に対して実施してはどうか、との提言を行った。
2016年には、大麻が正式に科学的に審査されたことがないことから、国際連合と世界保健機関（WHO）は科学的審査を進めており、2019年には規制見直しのための国連を通した投票が行われる運びとなった。
2018年10月10日、世界保健機関のテドロス・アダノム事務局長は、嗜好用大麻について「常習性の薬物は何であれ、人の健康に良くないと考えている」とし、「WHOが、実際に合法化に踏み切ろうとしている国家に続くよう各国に奨励することはない」と明言している。国際麻薬統制委員会も合法化したウルグアイとで輸出入などを犯罪化するよう協議を重ねてきている。一方で2019年6月には、国際麻薬統制委員会 (INCB) は声明を発表し、個人的な使用による薬物の少量の所持のような違反には、条約は刑罰を義務付けていないので治療などの代替策があるとした。これらの国際機関は合法化には懸念を示しているが、人権に配慮した非犯罪化を提唱するようになった。
2020年12月には、国連の麻薬統制委員会は、条約において大麻を最も危険なグループ（危険性が医療価値を上回る）に分類していたものを削除することを決定し、医療利用の道を開いた。

#### アメリカ合衆国
米国における非医療大麻の非犯罪化も参照。

アメリカ合衆国の各州における大麻の法的扱い（詳細は画像拡大、下部説明）
大麻は合法
医療大麻は合法
医療大麻は合法（ただしTHC含有量に制限あり）
いかなる使用も禁止
D 嗜好目的使用の非犯罪化

大麻は連邦の規制物質法で「スケジュールI」に分類される。処方箋に書くことができず、麻薬取締局による製造割り当てにより製造が制約されると定められ、麻薬取締局 (DEA) によって厳格に取り締まりを受ける。その一方で、一部の州においては、州法にて1970年代より少量所持の非犯罪化、1996年より医療大麻の承認、2012年より嗜好用の大麻も非犯罪化しているケースがあるものの、大麻の栽培や流通などの事業に対しては、口座凍結などの金融規制も実施されている。
1973年にはオレゴン州では大麻所持から刑事罰を取り除くため州法を改正し、1オンス（=約28g以下）以下の所持は罰金刑となり犯罪歴がつかないようになった。1977年にアメリカ大統領の諮問に対するシェーファー委員会の答申に基づいて出されたカーター教書によってマリファナの使用は精神病の原因になるとはいえないこと、個人の少量所持を刑事罰の対象から外すのが望ましいと言明された。その後、個人の少量所持に対しては州によってはこうした非犯罪化が進んだ。一部の州の自治法で、自己使用目的の少量（1オンス）の所持が罰金刑などに指定される。もちろん、これらの州でも「1オンスを超える量の所持」「大麻樹の所持」「大麻の栽培」「大麻の販売・輸送・配布」「所持量にかかわらず、販売目的での所持」などは重罪であり、懲役刑が科される。
2012年11月6日、ワシントン州にて大統領選挙に合わせて住民投票が行われ、同年12月6日、米国で初めて嗜好用マリファナ（乾燥大麻）の私的使用が合法化された。新法では、21歳以上に最高1オンスのマリファナ所持が認められている。合法的に販売されるマリファナには25%の税金が州より課せられる。コロラド州でも同様に11月6日に住民投票が行われ、嗜好品としての大麻合法化が可決された。翌年1月5日から新法は施行され、州内の住民であれば、1回当たり最大1オンス（約28グラム）まで、州外の住民であれば4分の1オンス（約7グラム）までの購入ができるようになった。現在の店頭価格は1オンス当たり400-500ドルで、密売されていた当時の末端価格の4～5倍の値がついている。アラスカ州では2014年11月の住民投票での合法化可決により、2015年2月に嗜好用大麻の合法化が実施された。首都ワシントンDCでも2015年2月に同様に娯楽用の大麻が合法化された。オレゴン州でも2014年11月の住民投票を経て、2015年7月に嗜好用大麻（21歳以上、8オンスまでの私的所持・使用や自家栽培、ただし運転時・公共の場を除く）の合法化が実現した。
2016年11月8日の大統領選挙に合わせて行われた住民投票で、新たにカリフォルニア州、マサチューセッツ州、ネバダ州、メイン州が嗜好品としての大麻の合法化を可決した。カリフォルニア州では21歳以上がプライベートな場所で楽しむためのマリファナの所持・使用・自家栽培が一定の条件つきで認められることになった。また同日、新たにフロリダ州、アーカンソー州、モンタナ州、ノースダコタ州で医療用大麻の合法化が決まった。2017年、太平洋上の米領グアムは合法化法案を提出。2018年1月、バーモント州が嗜好大麻を合法とした。
2013年9月8日、アメリカは、マリファナを習慣的に使用している12歳以上のアメリカ人は、全体の12.7%になるとの調査結果を発表した。エリック・ハンプトン・ホルダー司法長官は、児童をマリファナから遠ざける州法の整備を条件に、マリファナを合法化する州で吸引した場合、連邦法の罰則の対象にしないとの方針を表明した。ただし連邦法上は大麻が違法である現状においては、医療用または嗜好用大麻が合法化された州で大麻使用を理由に解雇されても司法的救済がない。2011年、ワシントン州最高裁は「連邦法の下ではワシントン州の患者であっても合法的に大麻を使用する権利を持っているわけではない」 とし、2015年コロラド州の最高裁判所は、「被雇用者は州法によって医療用マリファナの使用は認められている。しかし、連邦法の下では違法であり、州法は被雇用者を擁護しない」 として、いずれも雇用主は医療用マリファナ使用の被雇用者を解雇できると判決した。2008年カリフォルニア州最高裁、2010年オレゴン州最高裁 も同様の判決をしている。
2024年5月、米連邦政府は大麻を解熱鎮痛剤と同様の「危険性の低い薬物」（3類）に変更すると発表した。
アメリカにおける医療大麻

アメリカ食品医薬品局（FDA） と麻薬取締局 (DEA) は「大麻には医療価値はない」との見解を示している。連邦法である規制物質法では、医療大麻の合成THC（商品名マリノール）を、「スケジュールIII」に分類している。スケジュールIII物質は「乱用の危険性」のある医薬品のための区分である。
アメリカでは各州議会が定める州法「医療大麻法」により、この医療大麻について、医師の推薦や許可が得られる場合に限って、大麻を所持・栽培できる州がいくつか存在する。ただし、どの州も患者による大麻の販売（転売）や配布は違法行為である。医療大麻法は1996年にカリフォルニア州で執行されたのを皮切りに、2017年夏時点で全50州中、首都ワシントンDCと29州で医療大麻が利用できる。

#### カナダ
カナダにおける大麻では、2001年にカナダ保健省は、処方箋に基づく医療用大麻を合法とし、医療費控除の適用範囲内とした。また、2007年に、1923年に施行された大麻禁止法について、オンタリオ州オシャワの第一審裁判所は違憲判決を下した。
2015年の総選挙では、嗜好用大麻の合法化を公約に掲げたカナダ自由党が勝利し、党首のジャスティン・トルドーが首相に就任した。これにより、大麻の合法化法案は2017年4月に審議入りし2018年6月に可決、2018年10月17日より施行された。嗜好用大麻を合法化した国家は、ウルグアイに次いで2例目、先進国ではカナダが初となった。
嗜好用大麻の解禁により、カナダ国外からの観光客の流入と需要増を見越した「グリーンラッシュ」と呼ばれる投資が生じている。カナダには、著名な大麻合法化活動家であるマーク・エメリーなどがおり、ジャスティン・トルドー首相も国会議員時代を含めて5～6回、大麻を使ったと公言している。これら一連の動きを受けて日本政府は、大麻に手を出さないように十分注意するよう、在留邦人や日本人旅行客に対する注意喚起を行っている。

#### ドイツ
2024年4月、大麻所持と栽培が合法となった。

#### EU

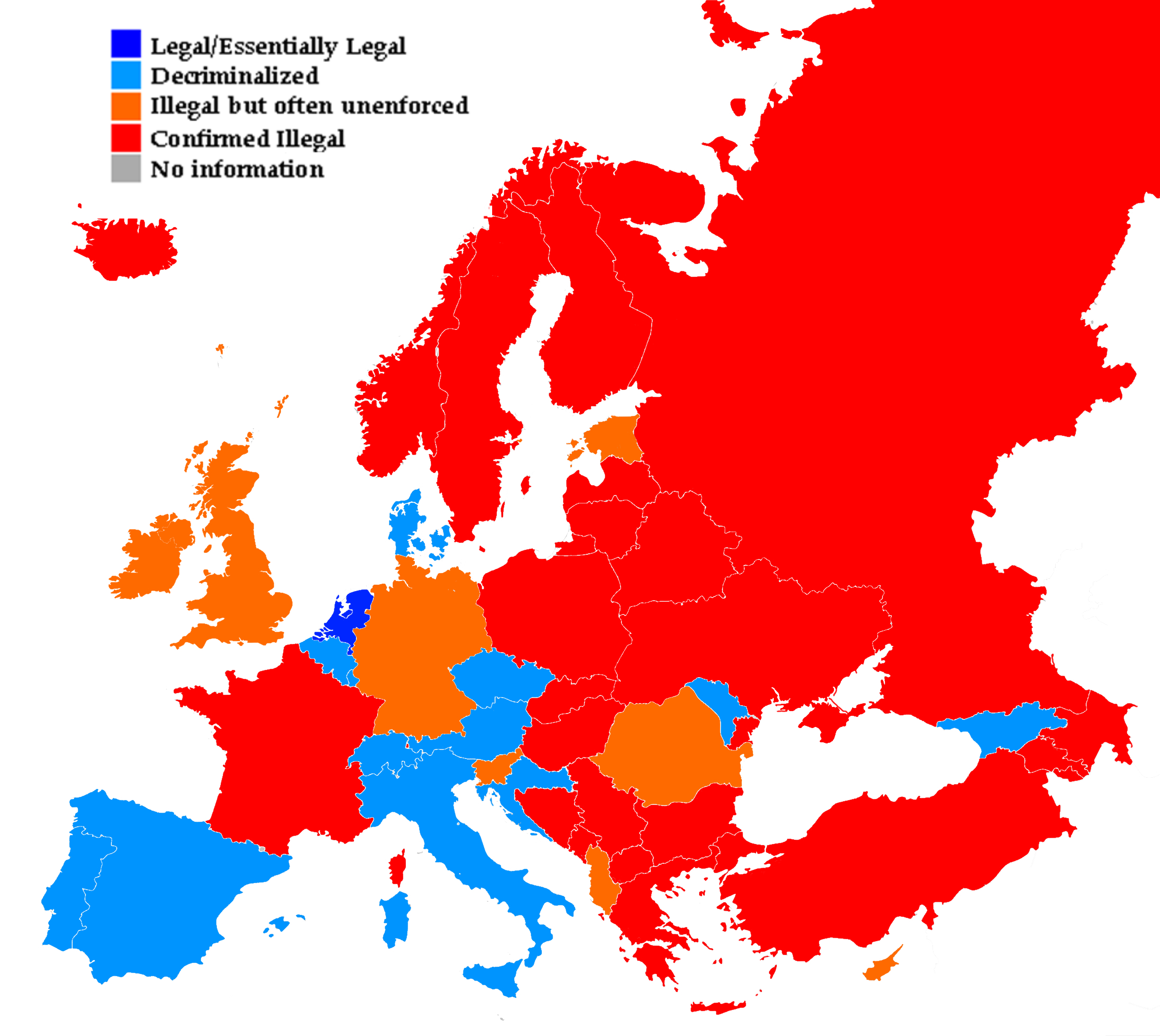
EUの法的状況
合法/一部合法
非合法だが非犯罪化
非合法だが法的強制力なし
非合法
不明

欧州連合（EU）でも法文上は、日本の大麻取締法と同程度の厳しい罰則が定められている国もある。しかし、実際の運用が日本ほど厳格になされている例はまれである。2008年度の欧州薬物・薬物依存監視センター (EMCDDA) の調査 によれば、欧州成人における大麻の生涯使用者（今までに1回でも使用したことのある者）は7100万人で、欧州人口の22%にのぼっている。過去1年以内の使用者は2300万人。過去1月以内の使用者は1200万人。
欧州では、繊維利用を目的とし品種改良したアサを、伝統的な呼び名であるヘンプ (hemp) とし、ドラッグとしてのイメージが強いマリファナ、カナビス (cannabis) と区別している。繊維利用を許可するために、陶酔成分0.2%以下のアサの栽培を許可制ないし届出制としている国がある。陶酔成分量0.2%は、自生する麻の陶酔成分量（1%〜20%）のものよりも格段に少なく、陶酔目的の利用には適さない。
EUでは、大麻を医療目的に使用することに関して様々な研究をしている（「医療大麻」参照）。また、EUの一部には大麻犯罪につき寛容な政策を採用している国が存在する（詳細は各国の記述を参照）。
オランダ

オランダにおいては大麻などのソフトドラッグの使用者が多く、これを完全に追放できないと考える。これを規制法で抑えつければ、ソフトドラッグがハードドラッグと同じ闇市場から出回り、ソフトドラッグ使用者がハードドラッグ使用に走る機会を増し、薬物による害を増やすことになる。そうなるより、行政がしっかり管理できる施設でのみ一定条件下でソフトドラッグの販売を許可し、ハードドラッグとの市場を完全に分離したほうが薬物による害は少なくなるという政策をとる（ハーム・リダクション）。
深刻な薬物汚染という国の事情から、地方自治体は個人使用のための大麻を販売する小売店コーヒーショップを許可する権限を持つ。オランダ国内法では、個人使用のための製造及び所持も違法行為であるため、地方自治体が許可するコーヒーショップは矛盾を抱えた存在である。
矛盾を根源的に解消できる策（法改正等）ではないが、オランダ法務省は1996年から「ソフトドラッグに関する寛容政策 (Gedoogbeleid)」というガイドラインを適用している。オランダでは法の刑罰に優先順位を付けており、「個人使用目的とした5グラム以下のソフトドラッグ所持」と「個人使用目的とした0.5グラム以下のハードドラッグ所持」は優先順位が低い。そのため、これらの罪は通常、起訴が猶予される。違法行為ではあるものの、深刻な薬物汚染のために警察・司法の人員の配分を後を絶たない薬物犯罪にあてずに済むようにするためのやむを得ない処置である。ただし、ガイドラインは法の執行基準であるため、これに反して起訴がなされたとしても、ガイドラインを根拠に無罪にはならない。違法行為であることには変わらないのである。
このような法令と法執行基準が明らかに矛盾した状況には、地方政府からも批判の声が上がっている。2005年、国境の町であるマーストリヒトの市長ヘルト・レールス (Gerd Leers) は現在の政策を矛盾していると批判した。大麻の小売と所持を認可する一方、栽培および卸を不認可することにより、政府は治安と犯罪からなる多くの問題を作り出していると、市長は主張している。かつ、栽培の合法化及び調整をするか、又は、完全な抑制をするか、のどちらか一方に切り替えて欲しいと主張している。レールスの主張は地方自治体からの支持を集め、栽培問題を再び議題に呼び戻した。
オランダ議会において法令自体を根源的に見直す動きが起こり、各自治体や国民は関心を寄せている。2008年11月、オランダの政権与党第一党キリスト教民主連盟（CDA/41議席）はソフトドラッグの販売禁止を提案した。ピーター・ファン・ヘールは「ソフトドラッグを販売するコーヒーショップの全面閉鎖」を主張。連立与党第三党のキリスト教連盟党（CU/6議席）もこれを支持した。これに対し、連立与党第2党の労働党（PvdA/33議席）は反対を表明した。
2011年オランダ政府はスカンク等、THCを15%以上含む向精神作用の強い大麻をハードドラッグとして指定。大麻規制が強化された。
イギリス
イギリスにおける大麻も参照。

2004年から2009年まで大麻の違法薬物としての分類が下げられ、個人使用量相当の所持は取り締まりの対象外であったが、再度厳しいものへ昇格した。イギリスでは、1971年薬物乱用法により大麻はクラスB（アンフェタミンなどと同等）に分類されていた。薬物乱用法において指定されている薬物の所持と供給は刑罰の対象であった。1984年警察及び犯罪証拠法 (Police and Criminal Evidence Act 1984) において警察の捜査権限は制限され、警察の無令状での逮捕を制限する概念「逮捕できる罪状 (Arrestable offence)」が導入された。これにより、クラスC薬物の所持は「逮捕できる罪状」ではなくなったが、クラスB薬物である大麻の所持は依然「逮捕できる罪状」であった。2001年、トニー・ブレアの労働党政権下で内務大臣であったデヴィッド・ブランケットは、大麻をクラスBからクラスCに変更する可能性を発表した。この活動は、当時、保守党の政治家デービッド・キャメロンにより支持された。2004年に大麻はクラスC薬物となり、所持は「逮捕できる罪状」ではなくなり、大麻の所持は違法ではあるものの非刑罰化された。この変更は、警察当局がその他の犯罪に人的資源を注力できるように計画されていた。オランダ式のコーヒーショップを確立するためのいくつかの案などが、この変更に際して提案されていたが、それらの大部分は廃案となった。
大麻の有害性の知識を国民に広める「率直」運動（FRANK campaign）が始められた。イギリスでは大麻の蔓延が大きな社会問題であるため、2006年に政府の専門委員会が大麻に関する科学的論文を総覧し、その影響について結論した。その結論は、「大麻は有害である。大麻を摂取すれば、広範囲な肉体的・精神的危険にさらされる」という一文で始まる。また、同年にリチャード・カボーン前スポーツ担当大臣はロンドンオリンピックでの大麻容認を訴えた。2009年、政府は高濃度のTHCを含む「スカンク」の蔓延、大麻による精神疾患への懸念を理由に、大麻は再度クラスCからクラスBに格上げされた。この格上げは、大麻と精神病の関係を示すエビデンスが弱く、クラスCに据え置くべきとする薬物乱用諮問協議会 (ACMD) の勧告 を押し切った形で執行された。
ドイツ
ドイツにおける大麻の不法所持は違法で、罰金や禁固刑で罰せられるが、警察または検察が公共の重要性がないと判断、あるいはわずかな個人的な使用量で所持・栽培している場合、行為者の罪がわずかだと認められれば、検察は起訴しなくとも良いとされている。なお、医療や学術目的による栽培は、例外的に許可されている。2017年に医療大麻を合法化した。
フランス
フランスにおける大麻の規制は、2018年に禁固刑を廃止、罰金をその場で徴収する方針を発表。
ベルギー
ベルギーにおける大麻の所持は、2003年以降、3グラムまでの所持は100ユーロ前後の罰金となる。ベルギーにおける大麻も参照。
イタリア
イタリアにおける大麻では、最高裁はラスタファリアンの大麻の所持を認める判決を出している。2007年に医療用の大麻が解禁され、2014年にイタリア軍施設で医療用大麻を生産する方針が発表された。
ポルトガル
2001年よりポルトガルにおける大麻やほかのドラッグ（ヘロインやコカインなど）は非犯罪化されている。ケイトー研究所の調査では、この非犯罪化政策はドラッグ問題の管理や関連する分野で改善されており、政策を成功としている。
スペイン
スペインにおける大麻の個人使用は非犯罪化されているが、販売については規制対象である。また2006年以降、種子の販売が合法化され、個人栽培が盛んになっている。1990年代終わりから2000年代初頭に医療大麻の非犯罪化が推進された。2001年にカタロニア地方議会が全会一致で医療大麻の合法化を議決したのを皮切りにアラゴン州やバレアレス諸島等でも合法化され、マドリード大学やバルセロナ大学などで医療分野の研究が盛んに行われている。また1991年に非営利で会員に大麻を譲渡する最初の「大麻クラブ」が設立され、現在ではスペイン全土に広がっている。しかしこれらのクラブが法律に抵触するのかどうかについては議論が続いており、2000年代に幾度か行われたクラブのオーナーに対して行われた裁判ではそれぞれ矛盾した判決があったが、近年ではこうした大麻クラブに対しても取締りが緩和される傾向にある。2006年〜2007年には、複数のクラブが大麻の販売で訴追されたが、被告のクラブメンバー等が無罪を勝ち取り、没収された収穫を警察が返納するという判例が出ている。
チェコ
チェコ共和国における大麻は、2010年より、個人的な使用目的の大麻草5本以下の所持は駐車違反による罰と同程度の罰則となった。
デンマーク
デンマークにおける大麻は、首都コペンハーゲンにあるクリスチャニアでは流通している。詳細はクリスチャニアの英語版の記事を参照のこと。医療大麻は使われている。
スウェーデン
大麻の製造、所持、販売は違法である。ただし、いくつかの政党が大麻の合法化、あるいは罰則の軽減を主張している。
スイス
スイスにおける大麻は、2011年以降、THC含有量が1%以下に限って合法的に販売されており、2017年には煙草と同様の課税を開始した。2012年より、10グラム未満の所持は罰金へと非犯罪化された。
マルタ
2021年12月、EU加盟国でとして初めて、娯楽用の大麻を合法化した。公共の場で最大7gの大麻を所持し、自宅で50gまで保管することを合法としている。大麻所持の前科がある人は、申請すればその記録を抹消することが可能となった。マルタの大麻プログラムは、米国のような認定販売所を設置するのではなく、非営利の大麻クラブを置くことが特徴。1つのクラブには最大500人が入会可能で、1回の取引で最大7gが購入でき、月あたりの上限は50gとされている。公共の場での大麻使用は引き続き禁止され、18歳未満の子どもの前で大麻を使用した場合は米ドル換算で340～564ドル（約3万9000円～6万4000円）の罰金を命じられる。

#### ロシア
ロシア連邦において、大麻所持20グラム以下の場合は4000ルーブル以下の罰金か地域奉仕の処罰、20グラム以上は禁固刑となる。

#### イスラエル
イスラエルにおける大麻は、各国での変化に追従して2017年に部分的に非犯罪化され、公共の場での使用は単なる罰金となり、4回目の違反では懲役刑となる可能性がある。これは2019年に、個人宅での少量所持（目安15グラム）はもはや犯罪ではなく、公共の場での所持した2回目の違反から、7年以内の3回目の違反が犯罪捜査の対象となることになり、しかしまだ捜査するかは警察の裁量である。医療大麻も用いられている。

#### ウルグアイ
2013年12月10日、政府の監視の下でマリファナの生産・流通・販売を認める、世界初の国家となった。国際麻薬統制委員会は、ウルグアイの決定は国際法違反と警告した。ただし、ウルグアイが大麻合法化に至った目的は、国が大麻の流通を管理することにより、密売組織の価格を暴落させ、跳梁跋扈する南米のマフィアに壊滅的な打撃を与えるのが真のねらいであることは、周知されるべき事実である。

#### ジャマイカ
ジャマイカでは1913年より施行された危険薬物法 (Dangerous Drugs Law) が、大麻の所持、売買、喫煙を禁止していた、違反者にはそれぞれに応じた罰金刑、懲役刑が科されている。
2015年改正危険薬物法が、2オンス以下のガンジャ（大麻）の所持を罰金刑へと非犯罪化し、これには医療大麻やラスタファリ信仰のための宗教的な目的での使用が含まれる。

#### メキシコ
メキシコにおける大麻は、2009年には、マリファナ（5グラム）の個人による少量所持が起訴対象外となり合法化された。2018年10月31日の最高裁の判決で、嗜好目的の大麻の使用の禁止が、大麻によって気晴らしするかどうかを決定できるという基本的人権に反するとし、薬物政策へと反映されるかのような発言が続いた。2021年にメキシコ最高裁は、娯楽目的の大麻の合法化案を支持した。
2021年には、大麻合法化案を下院で通過し、再び上院での審議待ちとなっているが、法案は18歳以上の者が娯楽目的で、大麻28グラム、苗6本までの栽培を認めるという内容で、生産から流通までを国の管理下に置き麻薬カルテルの資金源となることを阻止する目的。

#### エクアドル
10gまでの所持は非犯罪化されている。

#### ボリビア
1988年の麻薬取締法1008により個人使用の麻薬中毒者にはリハビリと治療が義務付けられているがリハビリのためのインフラが整っていないため行われていない。

#### ブラジル
ブラジルでは大麻の少量の個人使用目的での取得、所持、保管、輸送、携行で逮捕の対象とされない。が、社会奉仕命令や薬物講習への参加などの代替刑が科され、それに従わない場合は罰金刑が科される。

#### アルゼンチン、チリ
アルゼンチンとチリでは、いずれも刑法によって、医療用以外の目的での所持、消費、生産、精製、販売が違法とされ、取締りの対象となっていたが、2009年8月25日にアルゼンチン最高裁はマリファナ使用で成人を罰するのは、その人物が他人を傷つけたのでない限り、違憲だと指摘し、個人的使用や所持は事実上合法化された。
チリでは、使用は違法ではないが売買を禁じている。

#### コロンビア
2015年12月、コロンビアのフアン・マヌエル・サントス大統領は、医療大麻の合法化と規制を定めた大統領令に署名した。

#### オーストラリア
西オーストラリア州を始めとした一部地域では少量所持や栽培が非犯罪化されている。

#### タイ王国
従来のタイ王国では、麻薬の製造・販売に関わった場合は死刑、単純所持でも懲役刑が言い渡される可能性があり、麻薬組織に対しては証拠不十分でも法的手続きを経ず超法規的殺害が行われる場合があった。2003年のタクシン首相政権時には3か月で麻薬事犯とみられる2500名が殺害されているが、タクシン失脚後の調査では、その内1400名が麻薬事犯とは無関係であるとされている。死者の増大は続き、2017年までには死刑は執行されないよう政策転換し、依存者の治療を始めている。
2019年、医療用大麻を解禁する。大麻とヘンプを別に扱い、大麻草は政府監督下でのみ栽培できる。ヘンプについては2021年1月、許可制で個人・企業に栽培や製品化を認める規制緩和を実施した。麻薬成分を含まない、大麻風の香りをつけた茶飲料も発売された。 医療、医薬品、食品、化粧品に利用されている。
2022年6月9日より、THC含有量が0.2%以下の麻に関しては個人でも栽培が申請のみで可能となった。同政策を推進したアヌティン・チャーンウィーラクーンは合法大麻市場の拡大のための政策であるとした。
医療目的の大麻が合法化されたが、首都バンコクを中心に大麻ショップが乱立、外国人観光客が本来許されていない娯楽目的で買うのが目立つ等、規制を求める声が高まり、2025年、医師の処方箋提出を義務付ける等、規制が強化されることになった。

#### シンガポール
シンガポールでは大麻を含む禁制薬物（麻薬・覚醒剤など）の所持に対しては厳罰を以って臨んでおり、死刑の判例がある。

#### インドネシア、マレーシアなどの東南アジア島嶼部
インドネシア、マレーシア両国では薬物は厳禁であり、厳罰政策をとっている。

#### インド
インドにおける大麻文化では、宗教的にも紀元前から大麻が用いられ、認可された販売所で入手することができる。

#### 南アフリカ
南アフリカにおける大麻について、2018年に南アフリカの憲法裁判所は、公の場では違法のままであるが、成人による私的な場での大麻の使用は犯罪ではないとし、この判断を反映した法案を策定するよう議会に命じた。

## 品種の違い
大麻には、背が高く、葉っぱが細いサティバ種(ヘイズなど）と、背が低く、葉っぱが太いインディカ種カンナビス・インディカ（アフガニやクッシュなど）、および、両者を掛け合わせた品種がある。サティバ種は、頭に効くヘッドハイで、エネルジェティックに、活動的に、頭をアッパーに創造的にする、インディカ種は体に効くボディハイで、鎮静的に、リラックスさせたりカウチの上で石のように固まる（カウチロック状態）、ボディストーンさせる効果があると言われている。日中や作業に従事する時はサティバ、夜や寝る前や不眠症や痛みなどの治療にはインディカというふうに、使い分けする場合もある。純粋なサティバは収量が少なく収穫までに時間もかかるため、市場ではあまり出回っていない。

## 現代の大麻信仰・宗教関連

### 吸引目的
インドでは、サドゥと呼ばれる苦行者たちが大麻を神聖なものとして吸っている。インドには公営のマリファナ販売所もある。ジャマイカのラスタファリズムでも大麻は神聖なものとされ、ラスタマン達が大麻を吸っている。

### 非吸引目的
日本でも、吸引目的の「ドラッグ大麻」と異なり、神社界などが大麻は注連縄の材料や祓いに用いられる神道儀式に欠かせない神聖なものであるのにもかかわらず、「我が国の精神的主柱である神事が、国産ではなく中国産のもの、さらには、ビニールで作られたものによって、行われているのである」として、神社で使われる麻の90％が中国産であること、その他もビニール製だとして、日本産の麻を使った神具の生産を復興しようとの意見がある。

## 大麻を題材とした作品
映画
- 『マリファナ』（1936年）
- 『リーファー・マッドネス 麻薬中毒者の狂気』（1936年） - アメリカの大麻撲滅キャンペーンで作られたプロパガンダ映画。
- 『麻薬売春Gメン』（1972年） - 千葉真一主演による麻薬Gメンがマリファナ撲滅を描いた作品
- 『東京-ソウル-バンコック 実録麻薬地帯』（1973年） - 国際的な麻薬ルートを暴く作品で、千葉真一、ノラ・ミャオなど四か国の俳優が出演し、製作された
- 『チーチ&チョン スモーキング作戦』（1978年） - コメディアンのチーチ&チョンが大麻とヒッピーを題材にした映画。
- 『ハーフ・ベイクト』（1998年） - アメリカにて興行収入成績6位のヒットを記録した大麻が題材のコメディ映画。
- 『グラス―マリファナvsアメリカの60年』（1999年） - アメリカにおいて、大麻規制のプロパガンダから始まり、ドラッグ戦争の肯定・否定を追っていくドキュメンタリー映画。
- 『ビー・バッド・ボーイズ』（2001年） - ヒップホップ・アーティスト、メソッド・マンとレッドマンが主演の大麻を題材にしたコメディ映画。
- 『ハロルド&クマー』(2004年, 2008年, 2011年） - 全三作。大学寮でルームメイトのアジア系青年二人が大麻を元に織りなすドタバタコメディー。
- 『Super High Me』（2007年） - コメディアンのダグ・ベンソンが大麻を30日間に亘って吸い続けて、大麻を吸わなかった30日間と身体の変化を比較する『スーパー・サイズ・ミー』のパロディ映画。
- 『スモーキング・ハイ』（2008年） - 大麻を題材としたコメディ映画。2008年8月に全米興行収入成績最高位第2位を記録した。
- 『Growing Op』（2008年） - カナダのコメディ映画。
- 『Humboldt County』（2008年） - アメリカのドラマ映画。

ドラマ
- 『Weeds』アメリカのテレビドラマ

音楽
- ピーター・トッシュ『Legalize It（邦題：解禁せよ）』（1976年）
- ボブ・マーリー&ザ・ウェイラーズ『カヤ』（1978年）
- The Toyes 『Smoke Two Joints』 (1983年）
- ザ・タイマーズ『TIMERS』（1989年）
- 浪花男『インディカ』（1993年）
- audio active『Free The Marijuana』（1994年）
- サザンオールスターズ 『マリワナ伯爵』（1996年）
- BOXER KID『吸引希望者』（1998年）
- TAKAFIN『HIGH GRADE』（1998年）
- MAXIM SAW『GANJA FI LEGAL』（1998年）
- RYO the SKYWALKER『7th HEAVEN』（1998年）
- BOXER KID『SHUUKAKU-SAI』（2000年）
- 本気男『BOOM!!』（2000年）
- 妄走族『大麻合掌』（2001年）
- PAPA B & U・ロイ『SWEET & NICE』（2003年）
- ミスターT.H.C『まやくじゃないのょ（アムステルダム編）』（2003年）
- ミスターT.H.C『まやくじゃないのょ（歴史編）』（2003年）
- ミスターT.H.C『水耕栽培』（2003年）
- 心-G『Keywordはホッコリ』（2003年）
- RUDE BOY FACE『RUDEBOY AND COWBOY』（2003年）
- 遊人『MARI-CHANG』（2004年）
- ランキン・タクシー『マリファナ音頭』(2005年)
- HIBIKILLA『Redder』（2005年）
- CHEHON『みどり』（2006年）
- GREEN HERB『BAMBU- Get Ghetto Weed DUB』（2011年）
- SiM『KiLLiNG ME』（2011年）

小説
- リリー・フランキー『大麻農家の花嫁』
- 小川国夫『ハシッシ・ギャング』
- テオフィル・ゴーティエ『ハシッシュ吸飲者倶楽部』
- モブ・ノリオ『介護入門』

歴史小説
- 稲冨伸明「名主道」『舟砦』（2022年）

エッセイ
- 麻枝光一『マリファナ青春旅行』

漫画
- 吉田秋生『アカプルコ・ゴールド』